# Contea di Huoqiu
La contea di Huoqiu (霍邱县S, Huòqiū XiànP) è una contea della Cina, situata nella provincia dell'Anhui.